# Jürgen Hauschildt
Jürgen Hauschildt (* 27. Mai 1936 in Hamburg; † 2. Februar 2008 in Kiel) war ein deutscher Wirtschaftswissenschaftler und vertrat die Betriebswirtschaftslehre. Er gilt als einer der renommiertesten Innovations- und Krisenforscher in Deutschland.

## Leben

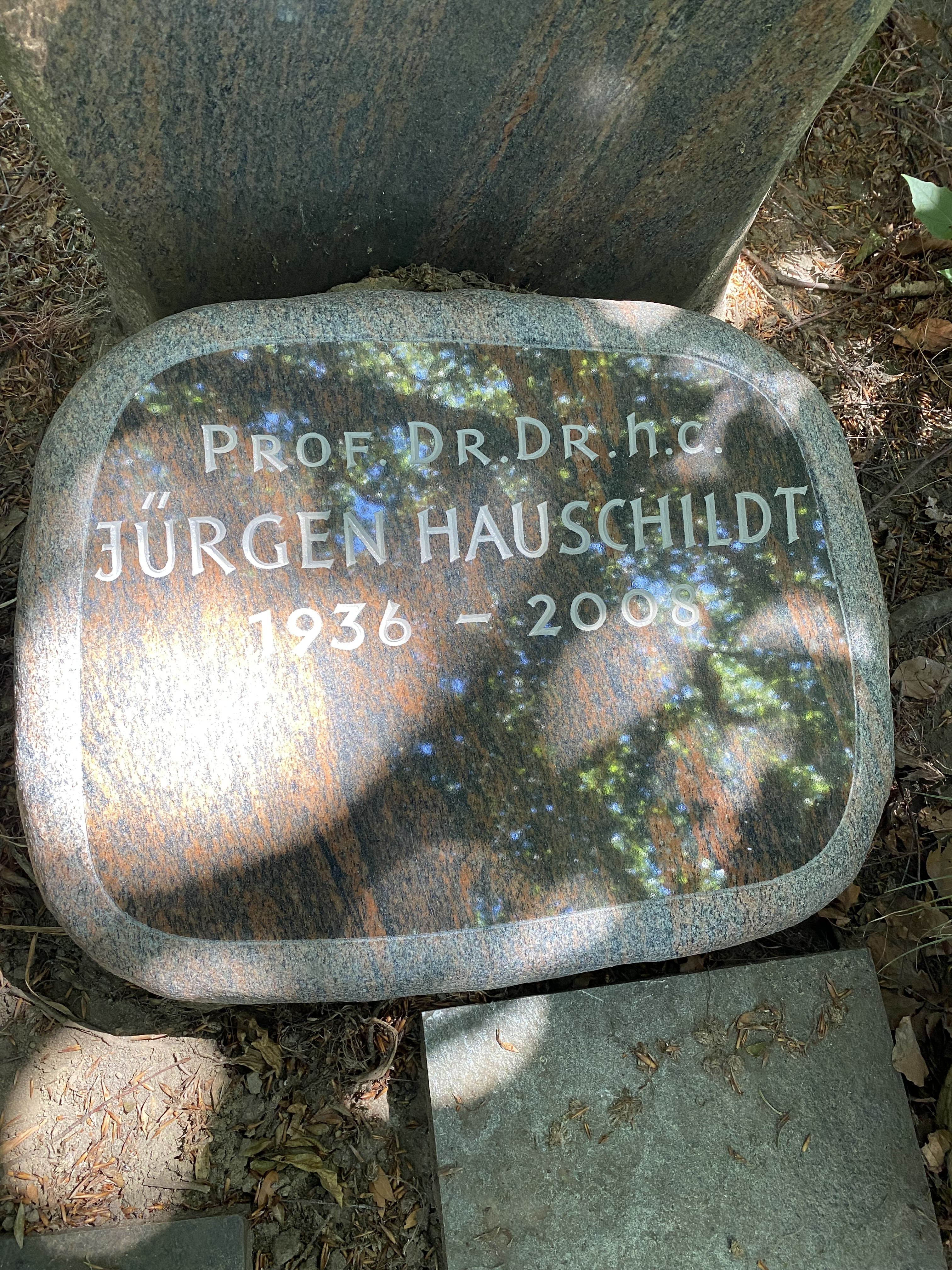
Grabstätte

Hauschildt wurde am 27. Mai 1936 als Sohn eines Lehrers in Hamburg geboren. Nach dem Abitur begann er 1954 seine berufliche Laufbahn mit einer kaufmännischen Lehre bei der Deutschen Erdöl AG (DEA) in Hamburg. Anschließend studierte er ab 1956 Betriebswirtschaftslehre an der Universität Hamburg und an der Technischen Universität Berlin.
Nach seinem Abschluss als Diplom-Kaufmann war er von 1960 bis 1962 Assistent an der Hamburger Universität für Wirtschaft und Politik bei Eberhard Witte. Diesem folgte er an die Universität Mannheim und wurde dort 1964 zum Dr. rer. pol. promoviert. Im Jahr 1964 heirateten zudem er und Sigrid Hauschildt-Arndt (1929–2023). In ihrer Ehe hat sie keine eigene wissenschaftliche Karriere verfolgt, sondern die Arbeit ihres Mannes begleitet und aktiv unterstützt.
Ebenfalls in Mannheim habilitierte er sich 1970 und erhielt die Venia legendi für Betriebswirtschaftslehre.
Bereits im Alter von 34 Jahren übernahm er den Lehrstuhl für Finanzen und Banken an der Universität des Saarlandes in Saarbrücken und leitete diesen von 1970 bis 1979. Anschließend folgte er einem Ruf auf den Lehrstuhl für Organisation an die Christian-Albrechts-Universität zu Kiel.
Von 1979 bis 1981 und nochmals von 1993 bis 1995 leitete er als geschäftsführender Direktor das Institut für Betriebswirtschaftslehre der Kieler Universität. Von 1989 bis 1991 war er Dekan der Wirtschafts- und Sozialwissenschaftlichen Fakultät. Gemeinsam mit Klaus Brockhoff baute er außerdem das Institut für betriebswirtschaftliche Innovationsforschung, das erste dieser Art in Deutschland, auf. Hauschildt war von 1997 bis zu seinem Tod im Kuratorium der Esche Schümann Commichau Stiftung.
1999 gründete Jürgen Hauschildt das Studienkolleg „Betriebswirtschaftslehre für Studierende anderer Fakultäten“ an der Universität Kiel, das er bis zu seiner Emeritierung 2003 leitete.
Hauschildt verstarb im Alter von 71 Jahren in Kiel und wurde auf dem Hamburger Friedhof Bernadottestraße im Stadtteil Ottensen beigesetzt.

## Forschung
Jürgen Hauschildt gilt als einer der Pioniere auf dem Gebiet der betriebswirtschaftlichen Innovationsforschung. Seine Forschungsergebnisse zum Promotorenmodell werden weltweit beachtet. Sein Lehrbuch „Innovationsmanagement“ gilt als ein Standardwerk der Innovationswissenschaft. Er unterstützte über viele Jahre die Innovationsstiftung Schleswig-Holstein und engagierte sich im Aufsichtsrat junger Unternehmen.
Zu den Meilensteinen der Betriebswirtschaftslehre gehören auch seine Arbeiten auf dem Gebiet Krisendiagnose durch Bilanzanalyse. Seine Analysemodelle zu Misserfolgsursachen werden in der Wirtschaftspraxis vielfältig angewandt (u. a. Deutsche Bank, DATEV). Bis zu seinem Tode engagierte er sich außerdem im Institutsbeirat des Kieler Instituts für Krisenforschung (Krisennavigator), einem „Spin-Off“ der Universität Kiel.

## Auszeichnungen
- 1991 Autor des Jahres der Zeitschrift für Betriebswirtschaft
- 1995 Ehrendoktorwürde der Universität Rostock
- 1996 Arthur-Burkhardt-Preis der Arthur-Burkhardt-Stiftung
- 2005 Ehrenmitgliedschaft des Verbandes der Hochschullehrer für Betriebswirtschaft

## Werke (Auswahl)
- mit Eberhard Witte, Oskar Grün: Innovative Entscheidungsprozesse. Die Ergebnisse Des Projektes Columbus. Tübingen 1988, ISBN 3-16-334141-1.
- mit Harald Krehl, Jens Leker: Erfolgs-, Finanz- und Bilanzanalyse. 3. Auflage Köln 1996, ISBN 3-504-66037-6.
- mit Hans Georg Gemünden (Hrsg.): Promotoren. Champions der Innovation. 2. Auflage Wiesbaden 1999, ISBN 3-409-23062-9.
- mit Jens Leker (Hrsg.): Krisendiagnose durch Bilanzanalyse. 2. Auflage Köln 2000, ISBN 3-504-66056-2.
- mit Sören Salomo: Innovationsmanagement. 5. Auflage, München 2011, ISBN 3-8006-4353-7.

Festschrift
- Winfried Hamel (Hrsg.): Außergewöhnliche Entscheidungen. Vahlen, München 2001, ISBN 3-8006-2680-2 (Bibliographie Jürgen Hauschildt S. 647–673).